# Conus victoriae
Espèce
Statut de conservation UICN

 LC  : Préoccupation mineure
Conus victoriae est une espèce de mollusques gastéropodes marins de la famille des Conidae.
Comme toutes les espèces du genre Conus, ces escargots sont prédateurs et venimeux.

## Description
La taille de la coquille varie entre 35 et 94 mm. Conus victoriae est un cône mangeur de mollusques (molluscivore) probablement apparenté à Conus textile . Il diffère de Conus textile par ses réticulations. Celles-ci sont pour la plupart plus petites, de couleur claire aride, contrastant fortement avec les bandes longitudinales de couleur chocolat très foncé. Elles sont également plus ou moins recouvertes de nuages violacés.
Un composant de son venin, l'alpha conotoxine. Vc1.1 (ACV1) s'est révélé être un analgésique puissant dans les tests de douleur chez les animaux et constitue un substitut potentiel à la morphine pour le traitement de la douleur neuropathique.
La biologie de cette espèce de cône a été largement étudiée, en particulier le développement embryonnaire de son appareil venimeux, l'expression du protéome de la glande à venin, et le rôle du bulbe à venin dans la livraison des composants du venin aux radulae.

## Distribution
Cette espèce marine est endémique d'Australie (Australie-Occidentale de Broome au nord jusqu'à l'embouchure de la rivière Victoria, Territoire du Nord où elle a été découverte par Reeve en 1843).

### Niveau de risque d’extinction de l’espèce
Selon l'analyse de l'UICN réalisée en 2011 pour la définition du niveau de risque d'extinction, cette espèce est endémique à l'Australie, du Territoire du Nord au Cap Nord-Ouest, Australie-Occidentale. On la trouve jusqu'à 10 m La densité de cette espèce a été estimée sur trois sites autour de l'archipel de Dampier, au nord-ouest de l'Australie, à Watering Cove, Cleaverville et Gnoorea Point, fournissant des densités estimées jusqu'à 33 individus/1000 m2. Cependant, en raison de sa large distribution, il est peu probable que cela soit représentatif de l'espèce au niveau mondial. Elle est abondante dans certaines parties, bien qu'elle puisse être sur-collectée dans certaines zones. Il n'y a pas d'autres menaces majeures connues pour affecter cette espèce et sa distribution chevauche les aires marines protégées de la région. Elle est listée comme étant de préoccupation mineure.

## Taxonomie

### Publication originale
L'espèce Conus victoriae a été décrite pour la première fois en 1843 par l'éditeur et naturaliste britannique Lovell Augustus Reeve dans « Conchologia Iconica, or, illustrations of the shells of molluscous animals »,.

### Synonymes
- Conus (Cylinder) vezzaronellyae (T. Cossignani, 2018) · non accepté
- Conus (Cylinder) victoriae Reeve, 1843 · appellation alternative
- Conus complanatus G. B. Sowerby II, 1866 · non accepté
- Conus vezzaronellyae (T. Cossignani, 2018) · non accepté
- Cylinder vezzaronellyae T. Cossignani, 2018 · non accepté (combinaison originale)
- Cylinder victoriae (Reeve, 1843) · non accepté